# Gliese 435
Gliese 435 (GJ 435 / HD 101581 / HIP 56998) es una estrella de magnitud aparente +7,75 en la constelación de Centauro, distante 40,8 años luz del sistema solar.
Entre las estrellas más cercanas a Gliese 435 está Gliese 431; el sistema estelar HD 102365 se encuentra a algo menos de 11 años luz de ella.
Gliese 435 es una enana naranja de tipo espectral K4.5V.
Más fría que el Sol —su temperatura superficial es de ~ 4740 K— brilla con una luminosidad equivalente al 14% de la luminosidad solar.
De características físicas similares a las de ε Indi —pero cuatro veces más alejada que ésta—, tiene el 67% de la masa solar y su diámetro corresponde al 65% del que tiene el Sol.
Gira sobre sí misma con una velocidad de rotación proyectada de 5,0 km/s.
Aunque no existe unanimidad en cuanto a su metalicidad, lo que si está claro que es muy inferior a la solar. Una fuente señala un índice de metalicidad de [Fe/H] = -0,52, mientras que otra reduce este parámetro a [Fe/H] = -0,93; esta última cifra supondría una abundancia relativa de metales en torno al 12% de la encontrada en el Sol.